# Комариха (Шипуновский район)

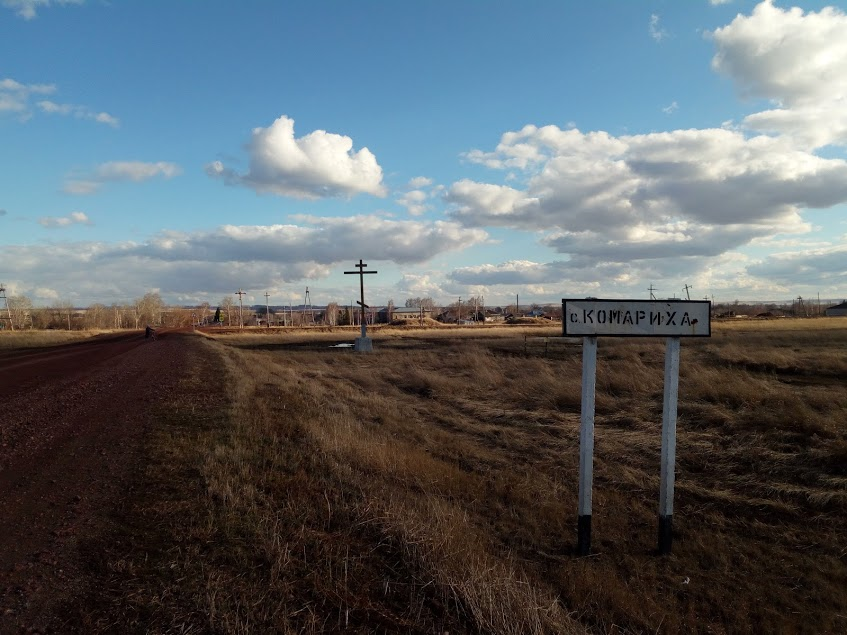
Въезд в село Комариха

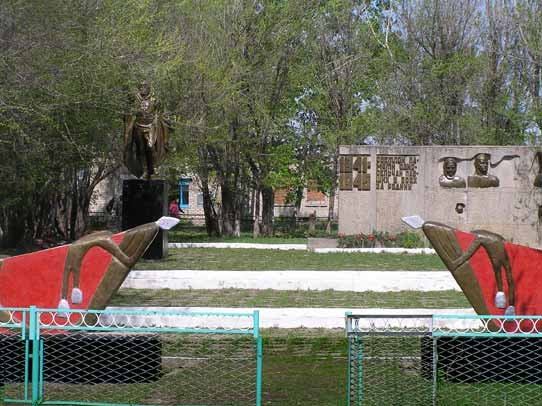
Памятник ВОВ в селе Комариха

Комариха — село в Шипуновском районе Алтайского края. Административный центр Комарихинского сельсовета.

## География
Село расположено на юго-западе края. Рельеф равнинный. Климат континентальный. Средняя температура января −18,1 °C, июля +19,7 °C. Годовое количество атмосферных осадков — 435 мм.
По территории села протекает одна река Комаришка.
Расстояние до административного центра района составляет 56 км.

## Население
| 1997  | 1998  | 1999  | 2000  | 2001  | 2002  | 2003  | 2004  | 2005  |
| ----- | ----- | ----- | ----- | ----- | ----- | ----- | ----- | ----- |
| 1345  | ↘1318 | ↘1282 | ↘1269 | ↘1221 | ↗1230 | ↘1201 | ↗1207 | ↘1164 |
| 2006  | 2007  | 2008  | 2009  | 2010  | 2011  | 2012  | 2013  | 2014  |
| ↘1102 | ↗1110 | ↗1133 | ↘1110 | ↘1081 | ↘1078 | ↘1075 | ↘1067 | ↘1034 |
| 2015  | 2016  | 2017  | 2018  | 2019  | 2020  | 2021  |       |       |
| ↘1009 | ↘1002 | ↘1001 | ↘979  | ↘963  | ↘940  | ↘915  |       |       |

## История

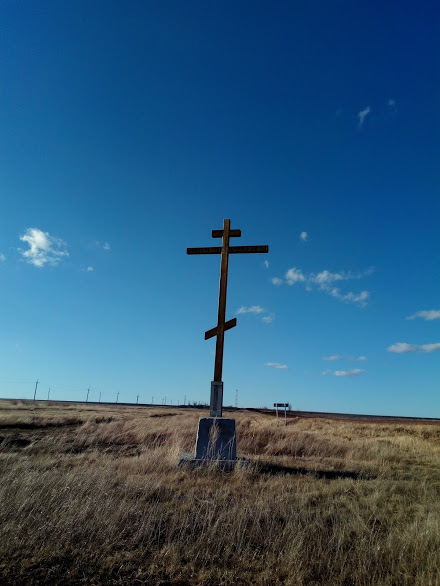

Основали Комариху первые переселенцы из Симбирска, Курска, Воронежа. Их прельщали ширь непаханых веками плодороднейших равнин, степных болот, стаи птиц и море ягод. То были сильные душой и духом люди. Ехали в Сибирь, чтобы найти здесь своё счастье. Было сложно, трудно, но верили судьбе. Переносили все: неустроенность в быту, невзгоды и ненастье. Место выбрали для поселения у речки, назвали Комаришкой потому, что было много комаров.

## Экономика и социальная сфера
В селе находятся, школа, медицинское учреждение , библиотека. Также работает зерноперерабатывающее предприятие.

## Люди, связанные с селом
- Дубинин, Василий Михайлович (р. 23 марта 1920, село Комариха) — младший сержант Советской Армии, участник Великой Отечественной войны, Герой Советского Союза (1943).